# Callopistria strena
Callopistria strena är en fjärilsart som beskrevs av Augustus Radcliffe Grote 1895. Callopistria strena ingår i släktet Callopistria och familjen nattflyn. Inga underarter finns listade i Catalogue of Life.

## Bildgalleri

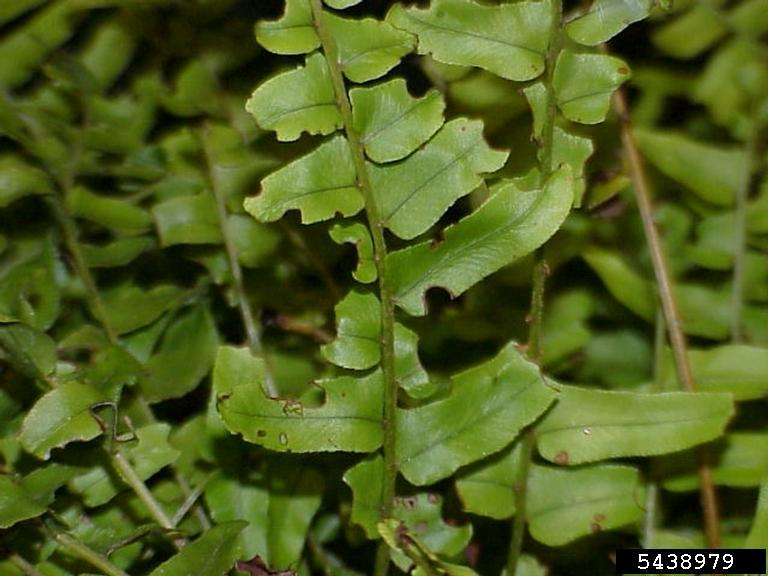
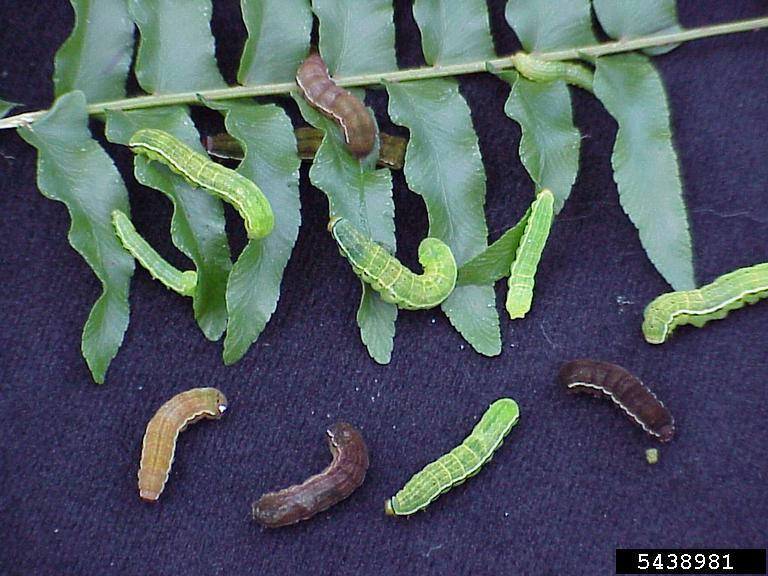